# Amtsgericht Neudamm
Das Amtsgericht Neudamm war ein preußisches Amtsgericht mit Sitz in Neudamm, Provinz Brandenburg.

## Geschichte
Seit 1849 bestanden in Preußen Kreisgerichte. Das Kreisgericht Cüstrin war dem Appellationsgericht Frankfurt a. d. Oder nachgeordnet. In Neudamm bestand eine Zweigstelle (Gerichtskommission) des Kreisgerichts Cüstrin. Im Rahmen der Reichsjustizgesetze wurden diese Gerichte 1879 aufgehoben. Das königlich preußische Amtsgericht Neudamm wurde mit Wirkung zum 1. Oktober 1879 als eines von 14 Amtsgerichten im Bezirk des Landgerichtes Landsberg a.W. im Bezirk des Kammergerichtes gebildet. Der Sitz des Gerichts war die Stadt Neudamm. Sein Gerichtsbezirk umfasste aus dem Landkreis Königsberg Nm. den Stadtbezirk Neudamm und die Amtsbezirke Bärfelde, Damm, Darrmietzel, Wittstock-Rabern, Zicher Forst und Zicher-Batzlow. Am Gericht bestand 1880 eine Richterstelle. Das Amtsgericht war damit ein kleines Amtsgericht im Landgerichtsbezirk.
Im Jahre 1945 wurde der Sprengel des Gerichtes unter polnische Verwaltung gestellt. Das Amtsgericht Neudamm musste entsprechend seine Tätigkeit einstellen.